# گربه‌ماهی تونگا
گربه‌ماهی تونگا (نام علمی: Glyptothorax kudremukhensis) نام یک گونه از سرده سینه‌خراش است.